# Sophie en de KA-straal
Sophie en de KA-straal is het vijfde album in de Sophie-reeks.  Het verscheen in 1969 in Robbedoes nummer 1667 tot 1688. Het een bundeling van een hoofdverhaal met een kortverhaal. Het kortverhaal heet “Een verhaal om van te smullen”. Het album werd door Dupuis uitgegeven in 1971 en in herdruk in 1981.

## Sophie en de KA-straal
Een scène uit dit verhaal staat op de covers van Robbedoes nummer 1675 en 1686.

### Personages
- Sophie
- Bertje
- Mijnheer Karapolie
- John Minzwijnoff
- Butch
- Finch
- Joplin

### Uitvindingen van Karapolie
- KA-straalgenerator

### Verhaal
Sophie is samen met haar vader en haar vriendje Bertje op een grote pakketboot op weg naar New York. Wat mijnheer Karapolie daar moet gaan doen is een groot geheim, want hij heeft Sophie verboden dit aan iemand te zeggen. Sophie houdt dus haar mond zelfs tegen Bertje. De reis lijkt rustig te verlopen totdat de passagiers een drakenschip (een zeeroversschip ten tijde van de Vikingen) vlakbij zien varen. Als het drakenschip plots begint te zinken, beveelt de kapitein van de pakketboot om de schipbreukelingen aan boord te nemen. Het blijken drie kerels te zijn met een lange baard en uitgedost als traditionele Vikingen. De hoofdman noemt zichzelf Olaf Olafson die zich uitgeeft als een afstammeling van Vikingkoningen. Hij wilde graag de heldendaad (zoals hij het zelf noemt) van zijn voorvaderen overdoen van honderden jaren geleden, met name de Atlantische Oceaan overvaren met een Vikingschip. Maar door een lek moesten ze hun poging al snel staken. De Vikingen mogen verder meereizen op de pakketboot. Als mijnheer Karapolie ’s avonds met andere volwassen passagiers naar een verkleedfeestje gaat, blijven Sophie en Bertje achter in hun hut. Niet veel later krijgen ze het bezoek van Olafson en zijn handlangers. De kinderen verweren zich, want de Vikingen zijn duidelijk iets gemeens van plan. Met chloroform worden Sophie en Bertje echter verdoofd. Olafson, die eigenlijk een gezworen vijand is van Sophies vader, zoekt naar Karapolies laatste uitvinding, de KA-straalgenerator. Dit apparaat is uitgerust met een super laserstraal die door iedere materie heen kan hoe hard of hoe dik ook. Al snel ontwikkelt zich een kat-en-muisspel met als inzet de verovering van de KA-straal.
Mijnheer Karapolie vindt zijn versufte dochter die hem waarschuwt dat de Vikingen verklede boeven zijn en hun leider niemand minder dan John Minzwijnoff. Karapolie doet nog een poging om de boeven te stoppen als een helikopter hen wil komen oppikken. Hoewel Minzwijnoff kan ontsnappen, blijven zijn handlangers achter. Zij heten Butch en Finch. Ze slagen er echter in om Sophie en Bertje te gijzelen door ervandoor te gaan met een speedboot. Minzwijnoff bezoekt ondertussen een oude vriend van hem, de juwelier Goldsilver. Deze laatste stemt erin toe om de montage te verrichten waarover Minzwijnoff hem had gesproken. Butch en Finch hebben zich samen met hun gijzelaars teruggetrokken in het verblijf van Butch. Sophie weet echter het vertrouwen van haar ontvoerders te winnen en weet hen te overtuigen om met hen mee te gaan als ze een bezoekje willen brengen aan juwelier Goldsilver. Butch veronderstelt dat de KA-straal immers daar is, omdat hij wist dat Minzwijnoff contact had met de juwelier. Sophie, die helemaal niet van geweld houdt, slaagt erin om Butch en Finch geen wapens te laten gebruiken. De juwelier stribbelt tegen, maar Sophie probeert hem te doen zwichten door hem levertraan te voeren. Minzwijnoff komt tussenbeide gewapend met een revolver. Als Sophie hem echter weet te verschalken, komt nog een gangster op de proppen. Hij werd ingehuurd door Minzwijnoff. Zijn naam is Joplin, een heel goede sluipschutter. Minzwijnoff waant zich weer meester van de situatie. Butch herkent Joplin echter als een goede vriend van hem. Joplin kiest meteen partij voor zijn vriend en Sophie. Minzwijnoff ontvoert ten slotte Sophie. Hij neemt haar mee in een wagen  en verdooft haar. Als Sophie ontwaakt, blijkt ze in een of ander Far West dorp te zijn. De cowboys noemen Minzwijnoff sheriff. De sheriff ontpopt zich als een ware held die zich van een stel gangsters ontdoet. Het blijkt echter allemaal opgezet spel. Het dorp is gewoon een locatie waar films worden gedraaid en hiermee de ideale dekmantel voor Minzwijnoffs duistere praktijken. Als Minzwijnoff begint te pronken hoe slim hij wel was om de Ka-straal te laten monteren, schiet Sophie in actie. Ze slaagt erin om de KA-straal te heroveren en te ontkomen op een paard. Sophie wordt weer herenigd met haar vader en met Bertje. De boeven worden allemaal ingerekend. Butch, Finch en Joplin krijgen een lichte straf omdat ze zich bekeerden.

### Trivia
- Als Minzwijnoff een bezoek brengt aan juwelier Goldsilver in de Verenigde Staten, windt hij zich enorm op als de nieuwsberichten worden onderbroken door reclameboodschappen. Dit is duidelijk een verwijzing naar de realiteit. Zo erg is het in België nog niet, maar ondertussen zijn we toch al zo ver dat films en shows op tv onderbroken worden door die "vervelende" reclame.
- Als Sophie vlucht met een paard, wordt de bladzijde afgesloten met een plaatje waar ze ondergaande zon tegemoet rijdt zingend: "I'm a poor lonesome cowgirl..." Dit is een duidelijke knipoog naar het laatste plaatje in de albums van Lucky Luke.

## Een verhaal om van te smullen
Dit verhaal van 6 pagina's  is verschenen in Robbedoes nummer 1616 (1969).

### Personages
- Sophie
- Mijnheer Karapolie
- Kobus
- De baas van Kobus
- douaniers

### Verhaal
Sophie is met haar vader op rondreis met de caravan. Terwijl haar vader rijdt, is Sophie flensjes aan het bakken in de caravan. Sophie werpt een flensje te hoog op, waardoor deze door het geopende dakraam naar buiten vliegt. Verderop rijdt een kleine vrachtauto met laadbak met aan het stuur een forse man vergezeld van een magere vent met een hoed. Sophies flensje belandt in het gezicht van de bestuurder waardoor deze van de weg raakt en tegen een boom botst. Vader en dochter gaan de heren meteen helpen en verontschuldigen zich. De heren gedragen zich nogal vreemd en doen zelfs lacherig over het incident. Als Sophies vader een zak die uit de laadbak is gevallen, wil oprapen komt de forse kerel tussenbeide. De zak scheurt en er rollen kolen uit. Sophie merkt meteen dat er iets niet normaal is aan de kolen, want deze hebben een gele schijn.
De twee mannen zijn eigenlijk boeven die goud hebben gestolen en deze zwart hebben geverfd om deze op steenkool te doen lijken. Omdat Sophie en haar vader nu te veel weten, ontvoeren de mannen Sophie. Eens aan de douane krijgt Sophie een schitterend idee en weet het trucje van de boeven voor de ogen van de douaniers bloot te leggen.